# Campionati tedeschi di slittino 2022
I Campionati tedeschi di slittino 2022 furono la centoduesima edizione della rassegna nazionale dello slittino, manifestazione organizzata annualmente dalla Bob- und Schlittenverband für Deutschland. Si tennero nel corso della stagione agonistica 2021/22 e precisamente il 24 ottobre 2021 ad Altenberg, in Germania, sull'Eiskanal Altenberg, che servì anche come una delle quattro prove di qualificazione per formare la squadra tedesca che avrebbe preso parte all'imminente Coppa del Mondo; furono disputate gare in quattro differenti specialità: nel singolo femminile, nel singolo maschile, nel doppio e nella gara a squadre.
Le medaglie d'oro furono ottenute da Julia Taubitz nella prova individuale donne, da Johannes Ludwig in quella degli uomini, da Toni Eggert e Sascha Benecken nella gara a coppie; gli stessi Taubitz, Ludwig, Eggert e Benecken primeggiarono nella staffetta.

## Risultati

### Singolo donne
La gara fu disputata il 24 ottobre 2021 nell'arco di due manches e presero parte alla competizione 7 atlete; campionessa uscente era Natalie Geisenberger, non presente al via a seguito di un incidente occorsole durante le prove, ed il titolo fu conquistato da Julia Taubitz -il suo secondo-, davanti ad Anna Berreiter ed a Jessica Degenhardt.

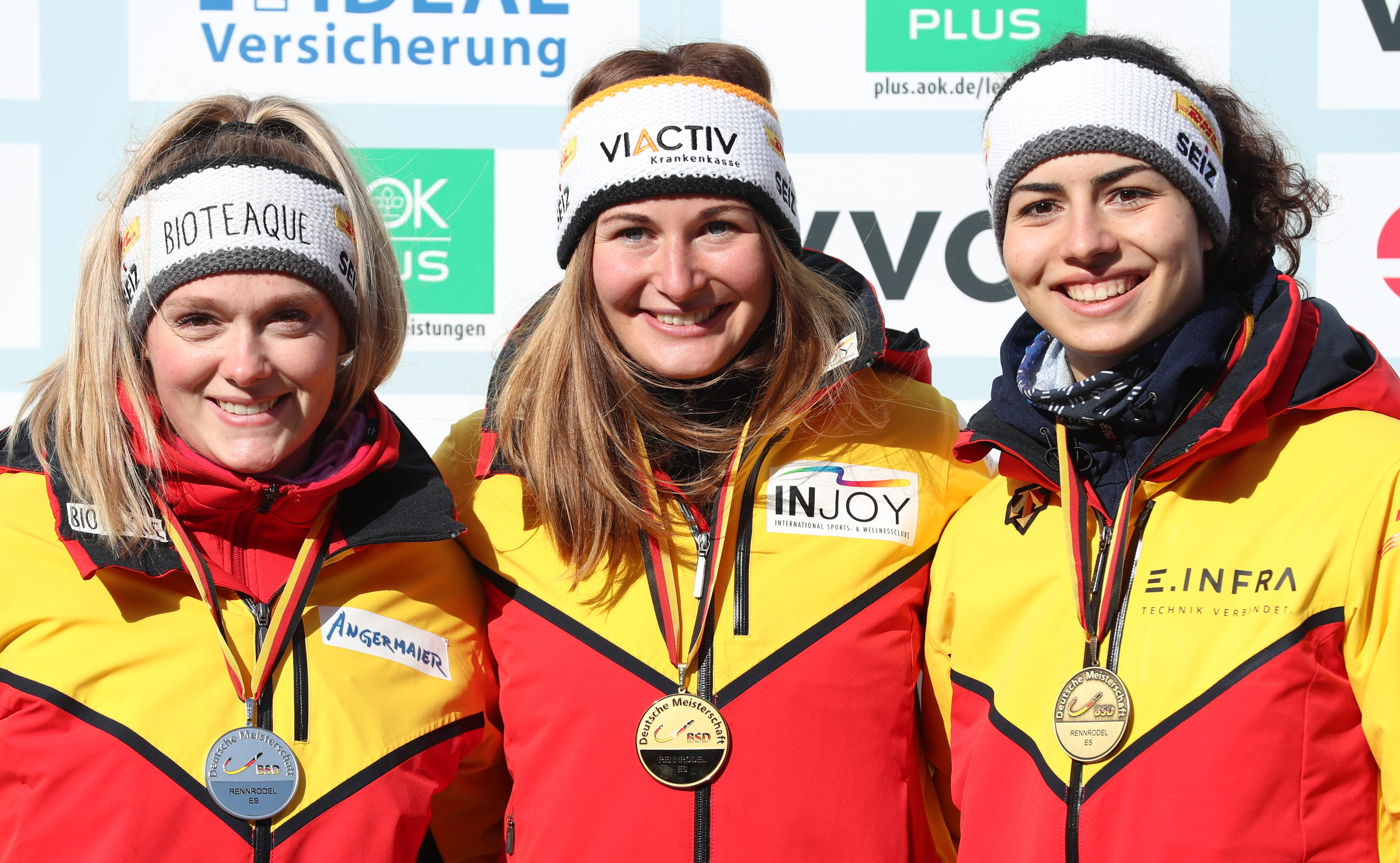
Il podio nella prova del singolare femminile.

| Pos. | Atlete               | Squadre                       | Tempo    | Distacco |
| ---- | -------------------- | ----------------------------- | -------- | -------- |
|      | Julia Taubitz        | WSC Erzgebirge Oberwiesenthal | 1'46"459 | –        |
|      | Anna Berreiter       | RC Berchtesgaden              | 1'46"691 | +0"232   |
|      | Jessica Degenhardt   | RRC Altenberg                 | 1'46"694 | +0"235   |
| 4    | Dajana Eitberger     | RC Ilmenau                    | 1'47"123 | +0"664   |
| 5    | Cheyenne Rosenthal   | BSC Winterberg                | 1'47"138 | +0"679   |
| 6    | Merle Fräbel         | RT Suhl                       | 1'52"396 | +5"937   |
| DNS  | Natalie Geisenberger | ASV Miesbach                  | –        | –        |

### Singolo uomini
La gara fu disputata il 24 ottobre 2021 nell'arco di due manches e presero parte alla competizione 11 atleti; campione uscente era Felix Loch, che concluse la prova al quarto posto, ed il titolo fu conquistato da Johannes Ludwig -il suo secondo-, davanti a Max Langenhan ed a Chris Eißler.

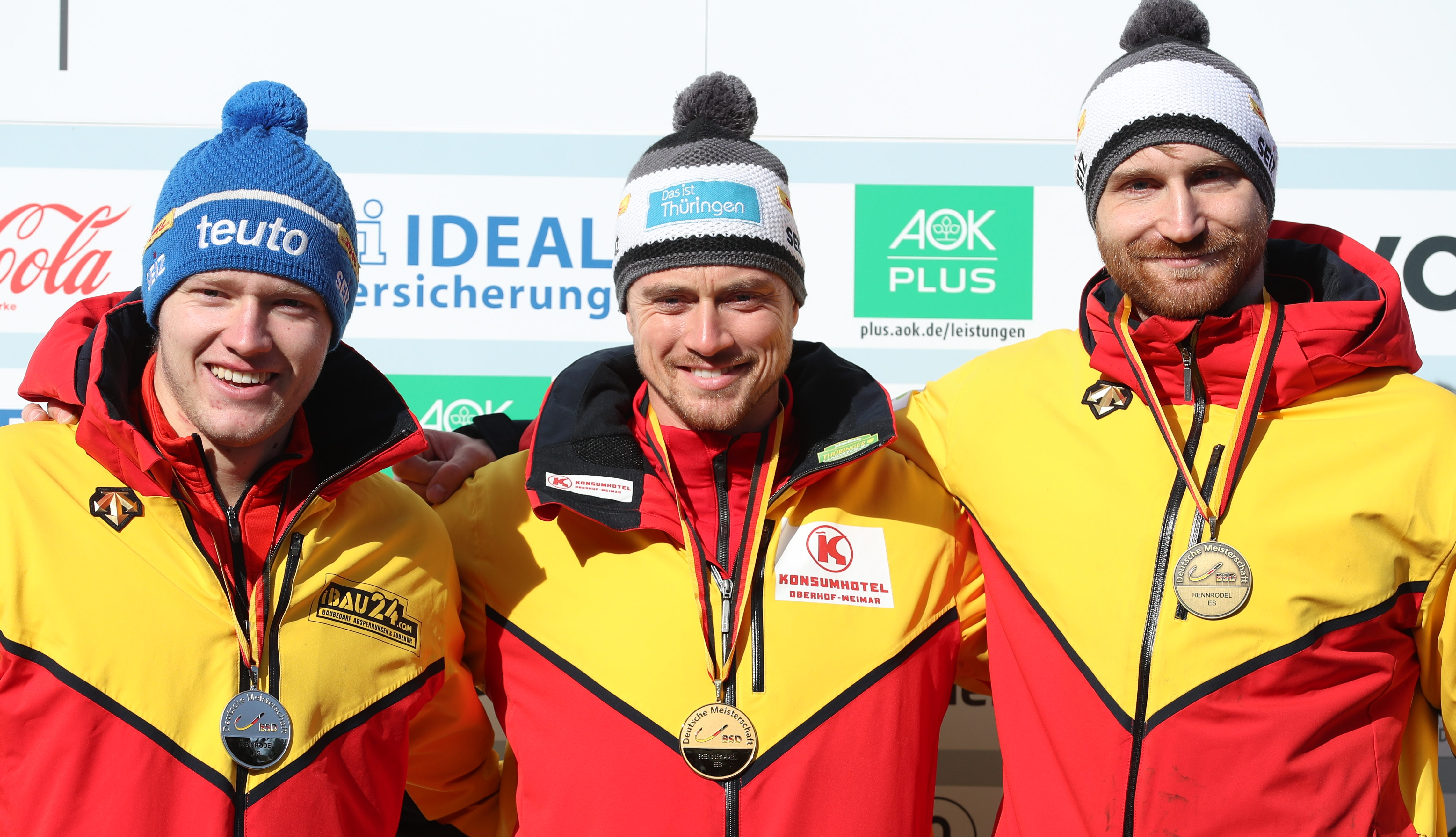
Il podio nella prova del singolare maschile.

| Pos. | Atleti            | Squadre                       | Tempo    | Distacco |
| ---- | ----------------- | ----------------------------- | -------- | -------- |
|      | Johannes Ludwig   | BSR Oberhof                   | 1'48"504 | –        |
|      | Max Langenhan     | BRC 05 Friedrichroda          | 1'48"936 | +0"432   |
|      | Chris Eißler      | ESV Lok Zwickau               | 1'49"146 | +0"642   |
| 4    | Felix Loch        | RC Berchtesgaden              | 1'49"498 | +0"994   |
| 5    | Moritz Bollmann   | RRV Sonneberg/Schalkau        | 1'49"685 | +1"181   |
| 6    | Mathis Ertel      | RRC Altenberg                 | 1'49"759 | +1"255   |
| 7    | Sebastian Bley    | RT Suhl                       | 1'49"833 | +1"329   |
| 8    | Timon Grancagnolo | ESV Lok Chemnitz              | 1'50"281 | +1"777   |
| 9    | David Nößler      | SV Schmalkalden               | 1'50"396 | +1"892   |
| 10   | Florian Müller    | WSC Erzgebirge Oberwiesenthal | 1'50"778 | +2"274   |

### Doppio
La gara fu disputata il 24 ottobre 2021 nell'arco di due manches e presero parte alla competizione 12 atleti; campioni uscenti erano Tobias Wendl e Tobias Arlt, che conclusero la prova al secondo posto, ed il titolo fu conquistato da Toni Eggert e Sascha Benecken -il loro quinto-, mentre terzi giunsero Robin Geueke e David Gamm.

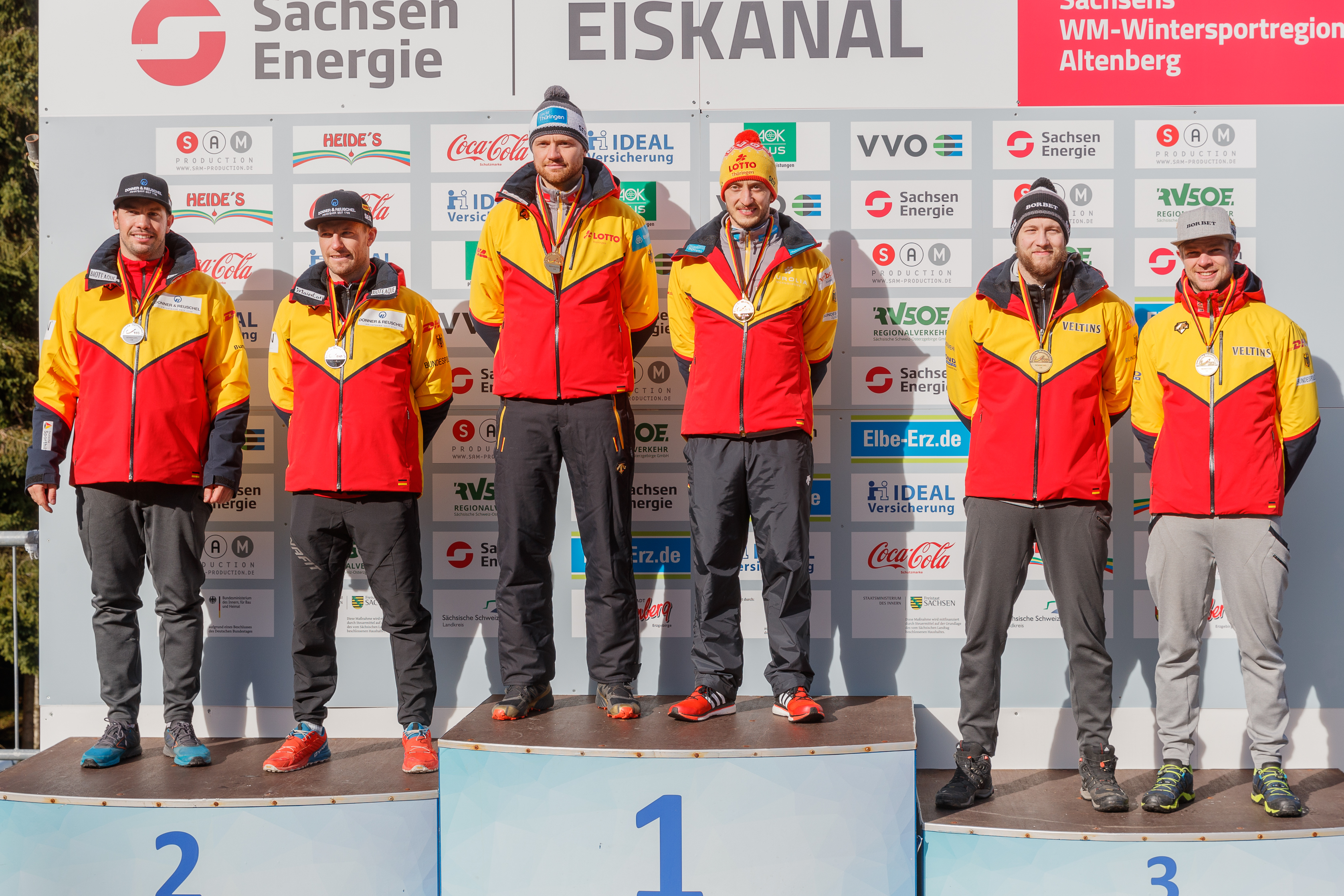
Il podio nella prova a coppie maschile.

| Pos. | Atleti                        | Squadre                        | Tempo    | Distacco |
| ---- | ----------------------------- | ------------------------------ | -------- | -------- |
|      | Toni Eggert Sascha Benecken   | BRC Ilsenburg RT Suhl          | 1'24"212 | –        |
|      | Tobias Wendl Tobias Arlt      | RC Berchtesgaden WSV Königssee | 1'24"399 | +0"187   |
|      | Robin Geueke David Gamm       | BSC Winterberg                 | 1'24"806 | +0"594   |
| 4    | Max Ewald Jakob Jannusch      | RT Suhl RRV Sonneberg/Schalkau | 1'25"008 | +0"796   |
| 5    | Hannes Orlamünder Paul Gubitz | RRC Zella-Mehlis               | 1'25"072 | +0"860   |
| 6    | Moritz Jäger Valentin Steudte | RRC Zella-Mehlis RT Suhl       | 1'25"345 | +1"133   |

### Gara a squadre
La gara fu disputata il 24 ottobre 2021 ed ogni squadra prese parte alla competizione con un'unica formazione; nello specifico la prova vide la partenza di una "staffetta" composta da una singolarista donna, un singolarista uomo ed un doppio, che scesero lungo il tracciato consecutivamente senza interruzione dei tempi tra un componente e l'altro per ognuna delle 6 formazioni in gara; il tempo totale così ottenuto laureò campione la squadra di Julia Taubitz, Johannes Ludwig, Toni Eggert e Sascha Benecken davanti al team composto da Jessica Degenhardt, Moritz Bollmann, Hannes Orlamünder e Paul Gubitz ed a quello formato da Cheyenne Rosenthal, Max Langenhan, Robin Geueke e David Gamm.

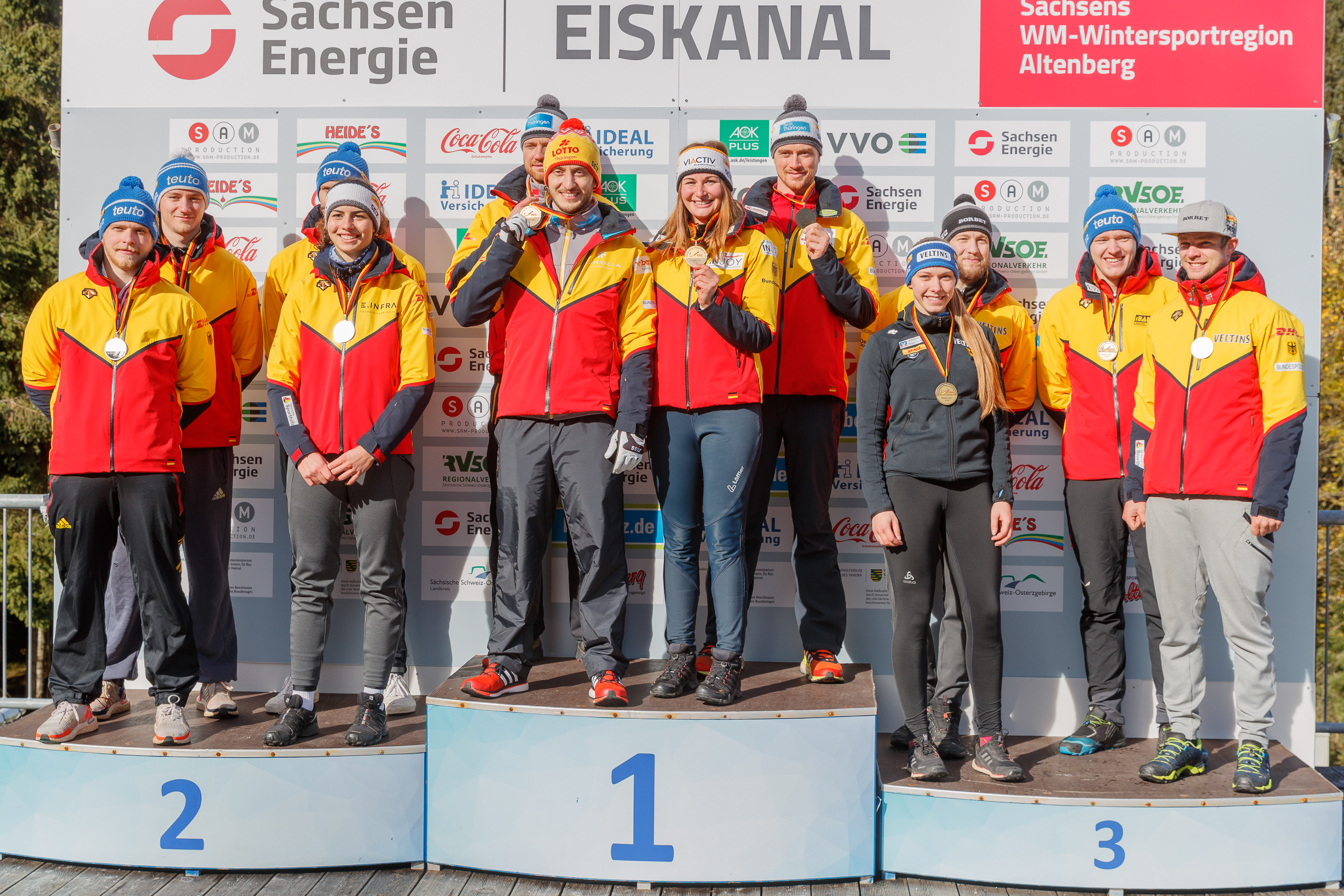
Il podio nella prova a staffetta.

| Pos. | Squadre      | Atleti                                                             | Tempo    | Distacco |
| ---- | ------------ | ------------------------------------------------------------------ | -------- | -------- |
|      | Germania I   | Julia Taubitz Johannes Ludwig Toni Eggert / Sascha Benecken        | 2'24"048 | –        |
|      | Germania II  | Jessica Degenhardt Moritz Bollmann Hannes Orlamünder / Paul Gubitz | 2'25"051 | +1"003   |
|      | Germania III | Cheyenne Rosenthal Max Langenhan Robin Geueke / David Gamm         | 2'25"247 | +1"199   |
| 4    | Germania IV  | Dajana Eitberger Chris Eißler Max Ewald / Jakob Jannusch           | 2'25"454 | +1"406   |
| 5    | Germania V   | Anna Berreiter Felix Loch Tobias Wendl / Tobias Arlt               | 2'25"975 | +1"927   |
| 6    | Germania VI  | Merle Fräbel Florian Müller Moritz Jäger / Valentin Steudte        | 2'26"179 | +2"131   |